# Río Ñuble
El río Ñuble es un curso natural de agua que atraviesa y da nombre a la Región de Ñuble. Pertenece a la cuenca hidrográfica del río Itata y delimita parte de las fronteras de las provincias de Itata, Diguillín y Punilla, como también partes de las comunas de Chillán, San Carlos, Coihueco, San Fabián, Portezuelo y San Nicolás.

## Trayecto
El origen del río Ñuble es la divisoria de las aguas que sirve de límite internacional, precisamente adyacente al paso fronterizo Buraleo, al oriente de los Nevados de Chillán. Recibe las aguas del río Las Minas, Gato y Los Sauces, en este último, el río agranda su valle y vira su curso al poniente, pasando por el sur del pueblo de San Fabián de Alico, delimitando la comuna de San Fabián con la de Coihueco.
Tras su paso por pueblos como Nahueltoro y El Torreón, delimita a las comunas de San Carlos, Chillán y San Nicolás, en esta última se ubica la localidad de Villa Illinois y Puente Ñuble, esta última, toma el nombre del Puente Ferroviario Ñuble. En esta área además, recibe las aguas del río Cato. A esta altura, el río delimita a las comunas de Chillán y Portezuelo.
Cuando se acerca a la Cuesta Vista Bella, el río confluye con las aguas del río Chillán, para posteriormente llegar al pueblo de Huechupín, Quinchamalí y Confluencia, en esta última, sus aguas son mezcladas con las del Río Itata.
Gran parte de su tramo pertenece al Corredor biológico Nevados de Chillán - Laguna del Laja, cual fue declarado Reserva de la Biósfera por la Unesco en 2011. Cabe mencionar además, que existen dos proyectos de construcción en el río, la central hidroeléctrica Hidroñuble y el Embalse Punilla, cuales estarán ubicados en la confluencia de este torrente con el río Los Sauces, en la comuna de San Fabián, área que es parte de este corredor biológico.
| [[File:10-talca-chillan.jpg\|2000px\|alt={{{Alt\|Cuenca del río Ñuble en un mapa de Luis Risopatrón de 1910.]] File:10-talca-chillan.jpgCuenca del río Ñuble en un mapa de Luis Risopatrón de 1910. | \| Nombre \| Comuna al norte \| Comuna al sur \| \| Puente viejo de Confluencia \| Portezuelo \| Chillán \| \| Puente nuevo de Confluencia \| Portezuelo \| Chillán \| \| Puente El Ala \| San Nicolás \| Chillán \| \| Puente ferroviario Ñuble \| San Nicolás \| Chillán \| \| Puente Ñuble \| San Nicolás \| Chillán \| \| Puente Nahueltoro \| San Carlos \| Coihueco \| \| Puente San Fabián \| San Fabián \| Coihueco \| \| Puente La Veguilla \| San Fabián \| Coihueco \| |               |
| Nombre | Comuna al norte | Comuna al sur |
| Puente viejo de Confluencia | Portezuelo | Chillán       |
| Puente nuevo de Confluencia | Portezuelo | Chillán       |
| Puente El Ala | San Nicolás | Chillán       |
| Puente ferroviario Ñuble | San Nicolás | Chillán       |
| Puente Ñuble | San Nicolás | Chillán       |
| Puente Nahueltoro | San Carlos | Coihueco      |
| Puente San Fabián | San Fabián | Coihueco      |
| Puente La Veguilla | San Fabián | Coihueco      |

## Caudal y régimen
La cuenca alta del río Ñuble es una excepción dentro de la cuenca del río Itata debido a que tiene un régimen pluvio-nival a diferencia del resto de la cuenca que tiene un régimen pluvial.: 19 

Curvas de variación estacional
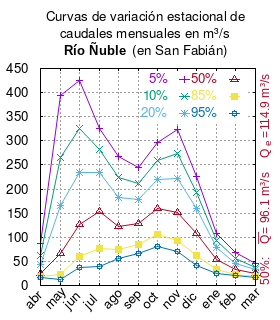
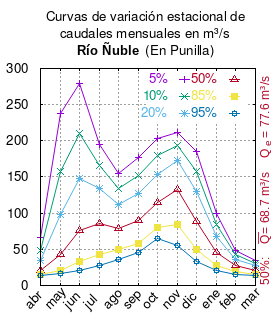

El caudal del río (en un lugar fijo) varía en el tiempo, por lo que existen varias formas de representarlo. Una de ellas son las curvas de variación estacional que, tras largos periodos de mediciones, predicen estadísticamente el caudal mínimo que lleva el río con una probabilidad dada, llamada probabilidad de excedencia. La curva de color rojo ocre (con {\displaystyle {\color {Red}\vartriangle }}) muestra los caudales mensuales con probabilidad de excedencia de un 50 %. Esto quiere decir que ese mes se han medido igual cantidad de caudales mayores que caudales menores a esa cantidad. Eso es la mediana (estadística), que se denota Qe, de la serie de caudales de ese mes. La media (estadística) es el promedio matemático de los caudales de ese mes y se denota {\displaystyle {\overline {Q}}}.
Una vez calculados para cada mes, ambos valores son calculados para todo el año y pueden ser leídos en la columna vertical al lado derecho del diagrama. El significado de la probabilidad de excedencia del 5 % es que, estadísticamente, el caudal es mayor solo una vez cada 20 años, el de 10 % una vez cada 10 años, el de 20 % una vez cada 5 años, el de 85 % quince veces cada 16 años y la de 95 % diecisiete veces cada 18 años. Dicho de otra forma, el 5 % es el caudal de años extremadamente lluviosos, el 95 % es el caudal de años extremadamente secos. De la estación de las crecidas puede deducirse si el caudal depende de las lluvias (mayo-julio) o del derretimiento de las nieves (septiembre-enero).

## Historia
En su cuenca superior operaban durante los inicios de la República los hermanos Pincheira.
Francisco Solano Asta-Buruaga y Cienfuegos escribió en 1899 en su Diccionario Geográfico de la República de Chile sobre el río:
Ñuble.-—Río caudoloso y rápido que atraviesa de E. á O. la provincia á que presta su nombre. Nace en la línea anticlinal de los Andes por los 37º 00' Lat. y 71° 05' Lon. Corre hacia el NO. por cerca de la mitad de su curso hasta la inmediación de San Fabián de Alico, y volviendo hacia el SO. va á confluir con el Itata por los 36° 37' Lat. y 72° 30' Lon., entre los fundos de Cuchacucha y Membrillar, al cabo de 130 kilómetros. Sus márgenes son en su primera parte algo quebradas, montuosas y estrechas; después se abren y se extienden en terrenos de más ó menos cultivo hasta su término. Tiene en algunos puntos vados y pasajes de barca, y en dirección al N. de la ciudad de Chillán, de la que dista siete kilómetros, lo cruza un buen puente del ferrocarril central que viene desde Santiago. Recibe desde su cabecera varios afluentes, de los cuales los más notables son: por la derecha, el Choreo, Los Sauces, Volutao y Ninhuén, y por la izquierda, el de las Minas, Gato, Santa Gertrudis, Damas, Pangue, Cato y Chillán.
A las orillas de río ocurrieron en agosto de 1960 los luctuosos sucesos cometidos por el Chacal de Nahueltoro
Junto al puente el Ala, se alza el memorial del Puente El Ala en recuerdo a las víctimas de violaciones a los derechos humanos de la zona.